# Seguimiento de viajeros
El seguimiento de viajeros (en inglés: travel tracking) es un concepto aplicado al ámbito turístico que consiste en la monitorización constante del viaje por parte de la compañía que lo comercializa, por parte de la compañía que lo opera o como servicio de valor añadido al viajero.
Algunas empresas integran la metodología propia del seguimiento de viajeros en su oferta de servicios. Por ejemplo, American Express creó un servicio llamado Expert Care, que permite localizar al viajero en cualquier lugar del mundo. Enfocada a los viajeros de negocios, esta aplicación ofrece la posibilidad a los travel managers de conocer los posibles problemas que puedan surgir durante el viaje.
El seguimiento de viajeros incluye en su metodología factores de medición objetivos y subjetivos, permitiendo la combinación de ambos, con el objetivo de poder disminuir riesgos, prever situaciones, cuidar al viajero y velar por su seguridad y confort, maximizando su experiencia de viaje y aumentando las posibilidades de aportar valor añadido en la touroperación.

## Concepto y significado
La información sobre los viajeros llega en tiempo real a la sede de la empresa que realiza el seguimiento de forma que esta pueda colaborar resolviendo problemas del viajero o bien, ayudando a que el viajero saque el máximo partido a una experiencia determinada. 
Este contacto 24 horas permite a la empresa o agencia de viajes ir corrigiendo y mejorando en tiempo real todos aquellos problemas o imprevistos que pueda ir encontrando a su paso el viajero y también brindando en tiempo real la información valiosa para el viajero.

## Canales y contenidos
El seguimiento de viajeros unifica una serie de canales por los que discurre el seguimiento del viaje, como el canal telefónico, las redes sociales, herramientas de mensajería instantánea como WhatsApp, los correos electrónicos, la comunicación interpersonal cara a cara y documentación física. Este contenido puede ser de tipo verbal, textual, gráfico y multimedia, además de contener evaluaciones basadas en criterios objetivos y subjetivos. El contenido y variables recogidas tienen que ver con la salud, la seguridad, las experiencias, los servicios, el entorno y algunas variables personales o subjetivas.